# ジョン・ノゴースキー
ジョン・フランシス・ノゴースキー（John Francis Nogowski, 1993年1月5日 - ）は、アメリカ合衆国フロリダ州タラハシー出身のプロ野球選手（一塁手）。左投右打。MLBのピッツバーグ・パイレーツ所属。

## 経歴

### プロ入りとアスレチックス傘下時代
2014年のMLBドラフト34巡目（全体1032位）でオークランド・アスレチックスから指名されプロ入り。2016年まで傘下のマイナーチームでプレーした。
2017年3月27日に自由契約となった。

### 独立リーグ時代
2017年5月18日に独立リーグのスーシティ・エクスプローラーズと契約した。独立リーグでは32試合に出場して打率.402を記録した。

### カージナルス時代
2017年6月27日に保有権がセントルイス・カージナルスへ譲渡された。この年は傘下のAA級スプリングフィールド・カージナルスで59試合に出場して打率.295、2本塁打、21打点の成績を記録した。
2018年はルーキー級ガルフ・コーストリーグ・カージナルスで開幕を迎え、シーズン途中にAA級スプリングフィールドに昇格。2チーム合計で91試合に出場して打率.312、12本塁打、64打点の成績を記録した。
2019年はAAA級メンフィス・レッドバーズで117試合に出場して打率.295、15本塁打、75打点の成績を記録した。
2020年8月15日にメジャーに昇格。翌16日のシカゴ・ホワイトソックス戦でメジャーデビューを果たし、ダラス・カイケルからメジャー初安打を放った。
2021年は開幕ロースター入りしたが、19試合で打率.056と不振で、6月28日にDFAとなった。

### パイレーツ時代
2021年7月3日に金銭とのトレードでピッツバーグ・パイレーツへ移籍した。8月16日に筒香嘉智の加入に伴いDFAとなった。

## 詳細情報

### 年度別打撃成績
| 年 度    | 球 団    | 試 合 | 打 席 | 打 数 | 得 点 | 安 打 | 二 塁 打 | 三 塁 打 | 本 塁 打 | 塁 打 | 打 点 | 盗 塁 | 盗 塁 死 | 犠 打 | 犠 飛 | 四 球 | 敬 遠 | 死 球 | 三 振 | 併 殺 打 | 打 率 | 出 塁 率 | 長 打 率 | O P S |
| -------- | -------- | ----- | ----- | ----- | ----- | ----- | -------- | -------- | -------- | ----- | ----- | ----- | -------- | ----- | ----- | ----- | ----- | ----- | ----- | -------- | ----- | -------- | -------- | ----- |
| 2020     | STL      | 1     | 4     | 4     | 0     | 1     | 0        | 0        | 0        | 1     | 0     | 0     | 0        | 0     | 0     | 0     | 0     | 0     | 1     | 0        | .250  | .250     | .250     | .500  |
| 2021     | STL      | 19    | 20    | 18    | 2     | 1     | 0        | 0        | 0        | 1     | 0     | 0     | 0        | 0     | 0     | 1     | 0     | 1     | 2     | 1        | .056  | .150     | .056     | .206  |
| 2021     | PIT      | 33    | 123   | 111   | 12    | 29    | 7        | 0        | 1        | 39    | 14    | 0     | 1        | 0     | 1     | 11    | 0     | 0     | 20    | 1        | .261  | .325     | .351     | .676  |
| '21計    | PIT      | 52    | 143   | 129   | 14    | 30    | 7        | 0        | 1        | 40    | 14    | 0     | 1        | 0     | 1     | 12    | 0     | 1     | 22    | 2        | .233  | .301     | .310     | .611  |
| MLB：2年 | MLB：2年 | 53    | 147   | 133   | 14    | 31    | 7        | 0        | 1        | 41    | 14    | 0     | 1        | 0     | 1     | 12    | 0     | 1     | 23    | 2        | .233  | .299     | .308     | .607  |

- 2022年度シーズン終了時

### 背番号
- 34（2020年 - 2021年途中）
- 69（2021年途中）